# Folkeraadet
Folkeraadet ('De volksraad') is een toneelstuk van Gunnar Heiberg uit 1897.

## Toneelstuk

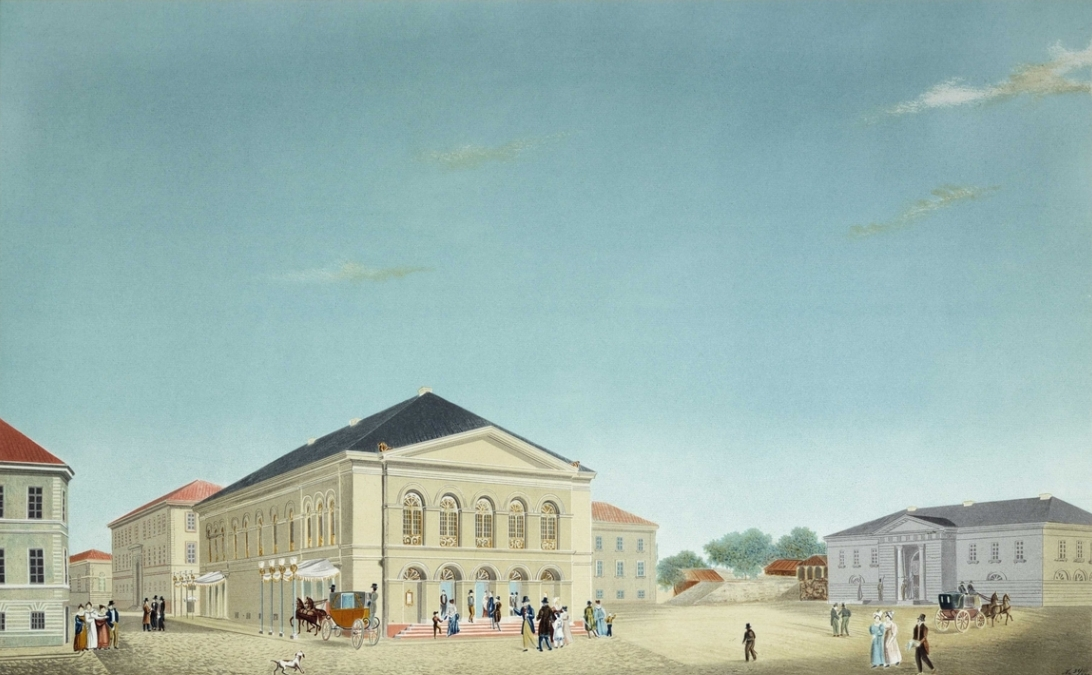
Christiania Theater

Heiberg schreef het stuk als satire op de personele unie tussen Noorwegen en Zweden, die in 1897 al aan ontbinding toe was. Noorwegen streefde naar onafhankelijkheid en Heiberg had al eerder te kennen gegeven dat hij hevige kritiek had op Oscar II van Zweden. Heiberg leverde met dit toneelstuk commentaar op de lieden in de Storting en lieden, die hen blind volgden. Rollen zijn weggelegd voor diverse parlementsleden, maar ook voor een schoenmaker, die zijn duit in het zakje doet door een brug op te blazen, om de vijand tegen te houden. Kortom een nationalistisch stuk, dat het goed deed in Noorwegen destijds. De eerste voorstelling vond plaats op 18 oktober 1897 in het Christiania Theater in Oslo. Het toneelstuk werd omlijst door muziek van de Britse componist Frederick Delius.

## Muziek

### Delius
De componist Frederick Delius had een voorliefde voor Noorwegen. Per Winge gaf leiding aan het theaterorkest dat een prelude en enige intermezzo's. Voorts componeerde hij tweed korte stukken voor de tweede en vijfde akten. In die muziek zat ook een parodie van Delius op Bjørnstjerne Bjørnsons en  Rikard Nordraaks Ja, vi elsker dette landet en dat viel niet in goede aarde. Er gaan verhalen dat Delius tijdens de voorstelling bedreigd werd en dat het toneelstuk meer publiek trok door de opschudding rond de muziek, dan door de toneelvoorstelling zelf. 

### Halvorsen
Na die stormachtige première was het toneelstuk al snel te zien in Bergen (6 december 1897). De muzikale omlijsting werd toen verzorgd door de behoudender Johan Halvorsen. Halvorsen leidde zijn theaterorkest in muziek van onbekende componisten, alleen Louis Ganne kent nog enige bekendheid. Op 18 november 1924 kwam Folkeraadet weer in Oslo op de planken, nu in het Nationaltheatret in Oslo (opvolger van het Christiania Theater). Het satirische was er toen wellicht af, maar de muziek van Delius werd niet (meer) gespeeld. Dit keer was het de beurt aan Halvorsen zelf om muziek te leveren. De muziek verdween net als het toneelstuk van de planken. Er is nog enige muziek bewaard gebleven in manuscript vorm, men heeft echter het vermoeden dat het merendeel van Halvorsens muziek verloren is gegaan.

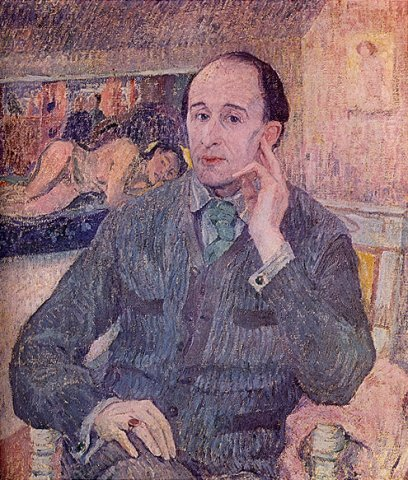
Delius in 1905
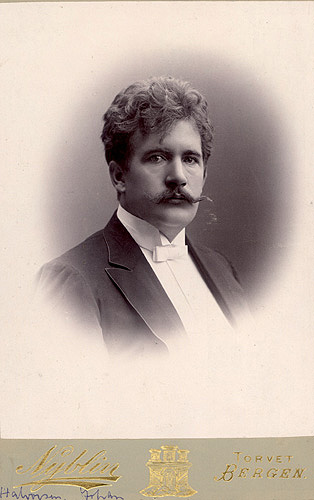
Johan Halvorsen